# 東村 (長野県北佐久郡)
東村（ひがしむら）は長野県北佐久郡にあった村。現在の佐久市の北東端にあたる。

## 地理
- 山：閼伽流山、八風山、寄石山、明巌山、凧の峰、物見山
- 河川：香坂川、志賀川

## 歴史
- 1955年（昭和30年）2月1日 - 北佐久郡志賀村・三井村が新設合併して発足。
- 1961年（昭和36年）4月1日 - 北佐久郡浅間町・南佐久郡中込町・野沢町と新設合併して佐久市が発足。同日東村廃止。

## 交通

### 道路
現在は旧村域を上信越自動車道が通過するが、当時は未開通。